# مرس (لوئیزیانا)

مرس، لوئیزیانا

مرس (به انگلیسی: Morse) شهری در ایالت لوئیزیانا کشور ایالات متحده آمریکا است که جمعیت آن در سرشماری سال ۲۰۱۰ میلادی، ۸۱۲ نفر بوده‌است.